# 髙野綺海
髙野 綺海（たかの　あやみ、1997年6月18日 - ）は、福岡県筑紫野市出身の、日本の柔道選手。階級は57kg級。身長163cm。組み手は左組み。得意技は大内刈。東京学芸大学大学院の博士課程に在学している。

## 経歴
柔道は3歳の時に祖父が指導する筑紫道場で始めた。基山中学3年の時に全国中学校柔道大会52㎏級の3回戦で敗れた。宮崎日大高校へ進むと、3年の時にインターハイ57㎏級の3回戦で敗れた。2016年に東京学芸大学へ進学すると、3年の時には学生体重別で5位になった。講道館杯では初戦でロンドンオリンピック金メダリストであるベネシードの松本薫を合技で破る金星を挙げるも、次戦で敗れた。2020年には日本エースサポートの所属になった。2022年の講道館杯では準決勝で東京オリンピック銅メダリストであるコマツの芳田司に反則負けするも3位になった。2023年の体重別では初戦で三井住友海上の玉置桃に反則勝ちすると、その後の決勝でも芳田に反則勝ちしてシニアの全国大会初優勝を飾った。グランプリ・リンツでは初戦でトルコのハスレト・ボズクルトに開始早々の背負投で敗れた。講道館杯では決勝でパーク24の古賀ひよりに技ありで敗れて2位だった。グランドスラム・東京では準々決勝でカナダの出口クリスタに技ありで敗れると、敗者復活戦でもイスラエルのティムナ・ネルソン＝レヴィに反則負けを喫して7位だった。2024年1月のグランプリ・オディベーラスでは準決勝でホ・ミミに技ありで敗れるも、3位決定戦でネルソン＝レヴィを技ありで破って3位になった。4月の体重別では決勝で玉置に技ありで敗れて2位だった。世界団体では初戦のドイツ戦のみの出場となったが勝利すると、その後チームも優勝した。2025年2月のグランドスラム・バクーでは決勝で玉置に反則負けを喫して2位だった。4月からは日本エースサポートの所属となった。体重別では玉置に敗れて3位だった。
IJF世界ランキングは1000ポイント獲得で61位(25/4/7現在)。

## 戦績
- 2019年 -　学生体重別　5位
- 2022年 -　講道館杯 3位
- 2023年 -　体重別　優勝
- 2023年 -　講道館杯　2位
- 2023年 -　グランドスラム・東京　7位
- 2024年 -　グランプリ・オディベーラス　3位
- 2024年 - 体重別 2位
- 2024年 - 世界団体　優勝
- 2025年 - グランドスラム・バクー　2位
- 2025年 - 体重別 3位

(出典JudoInside.com)